# Charles Farwell
Charles Benjamin Farwell, né le 1er juillet 1823 à Painted Post (New York) et mort le 23 septembre 1903 à Lake Forest (Illinois), est un homme politique américain, membre du Parti républicain et sénateur de l'Illinois de 1887 à 1891.